# Adaka
Adaka – wieś w Estonii, w prowincji Virumaa Zachodnia, w gminie Vihula. Według Estońskiego Towarzystwa Statystycznego, 1 stycznia 2020 roku wieś liczyła 17 mieszkańców.